# Oconomowoc (Wisconsin)
Oconomowoc – miasto w Stanach Zjednoczonych, w stanie Wisconsin, w hrabstwie Waukesha. W 2000 liczyło 12 382 mieszkańców.

## Miasta partnerskie
- Dietzenbach, Niemcy